# Gene Tunney
James Joseph Tunney (Nueva York, 25 de mayo de 1897-Greenwich, Connecticut, 7 de noviembre de 1978), conocido como Gene Tunney en el mundo del boxeo, fue un boxeador estadounidense. Sus padres procedían de Kiltimagh en Irlanda y pertenecían a la clase obrera. Tunney se crio en las calles de Nueva York, donde se sintió atraído por el boxeo, que empezó a practicar en el gimnasio local.
Para luchar en la Primera Guerra Mundial se alista en la marina de Estados Unidos. La guerra le da oportunidad de empezar a ser alguien en el mundo del boxeo, ya que en 1919 ganó en París el campeonato de semipesados de la expedición norteamericana.
A su vuelta a Estados Unidos en 1919, se enfrenta a fuertes contrincantes, como Tommy Loughran o Georges Carpentier con victorias en todas sus peleas.
La que sería la única derrota de su carrera se produjo el 23 de mayo de 1922 frente a Harry Greb, perdiendo el título de campeón de los semipesados que había arrebatado a Levinski. Recuperó el título en la revancha, y aún se enfrentó 3 veces más en su carrera con Greb, venciendo en todas ellas. En escritos que dejó sobre estas peleas, Tunney aseguró que Greb había sido su rival más encarnizado, y que le horrorizaba pensar en el primero de sus combates, el que perdió. Realmente, fue aquel un combate salvaje, en el que Tunney ya desde el primer asalto estuvo en inferioridad, ya que su contendiente le fracturó la nariz y le infligió golpes en los ojos que le privaron de parte de la visión el resto del combate. A día de hoy un combate de estas características sería detenido en el primer asalto, pero no en aquella época, Tunney aguantó en esas condiciones la friolera de 14 asaltos.

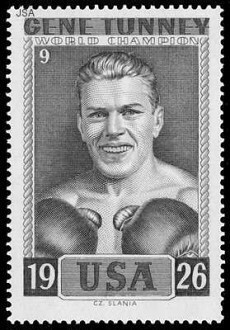
Gene Tunney.

En la categoría de los pesados, el campeón Jack Dempsey tenía firmado un compromiso para poner su título en juego ante Harry Greb, pero el promotor de Dempsey no quería esta pelea, por lo que le dio la oportunidad a Tunney.
El 23 de septiembre de 1926 se celebra la pelea en el Sesquicentennial Stadium de Filadelfia, hoy rebautizado "John F. Kennedy Stadium". Las apuestas estaban 3 a 1 a favor de Dempsey, y ningún aficionado sensato daba nada por Tunney. Pero Tunney se alzó vencedor por puntos en 10 asaltos, en una decisión inapelable, ya que al menos 8 asaltos los ganó con gran claridad. Lo que todo el mundo calificó de gran sorpresa, no debió de haberlo sido tanto. El serio Tunney, con entrenamiento y sacrificio constante, y supliendo sus carencias con inteligencia y deseos de triunfo, venció a Dempsey, que desde que era campeón mundial llevaba vida disipada, se entrenaba poco o nada, y lo fiaba todo a sus glorias pasadas.
La revancha se celebró el 22 de septiembre de 1927, en uno de los combates más célebres de la historia del boxeo, y que se conoce como el de "la cuenta larga". En el séptimo asalto, Dempsey logró tumbar a Tunney. En vez de retirarse al rincón neutral para que el árbitro Dave Barry contase, según establecía una nueva regla (todavía vigente), Jack Dempsey no reaccionó de manera ágil y perdió 7 segundos en lo que se iba a la esquina neutral, tiempo que unido a los 10 de la cuenta permitió a Tunney recuperarse, retomar el combate y ponerlo a su favor para volver a vencer nuevamente a Dempsey por decisión en 15 asaltos. Aun así, siempre quedará la duda sobre el arbitraje en ese combate, ya que el árbitro Dave Barry se olvidó de aplicar esa misma regla cuando inició con decisión la cuenta con Dempsey en el suelo, pero esta vez sin que Tunney se encontrara en la esquina neutral.

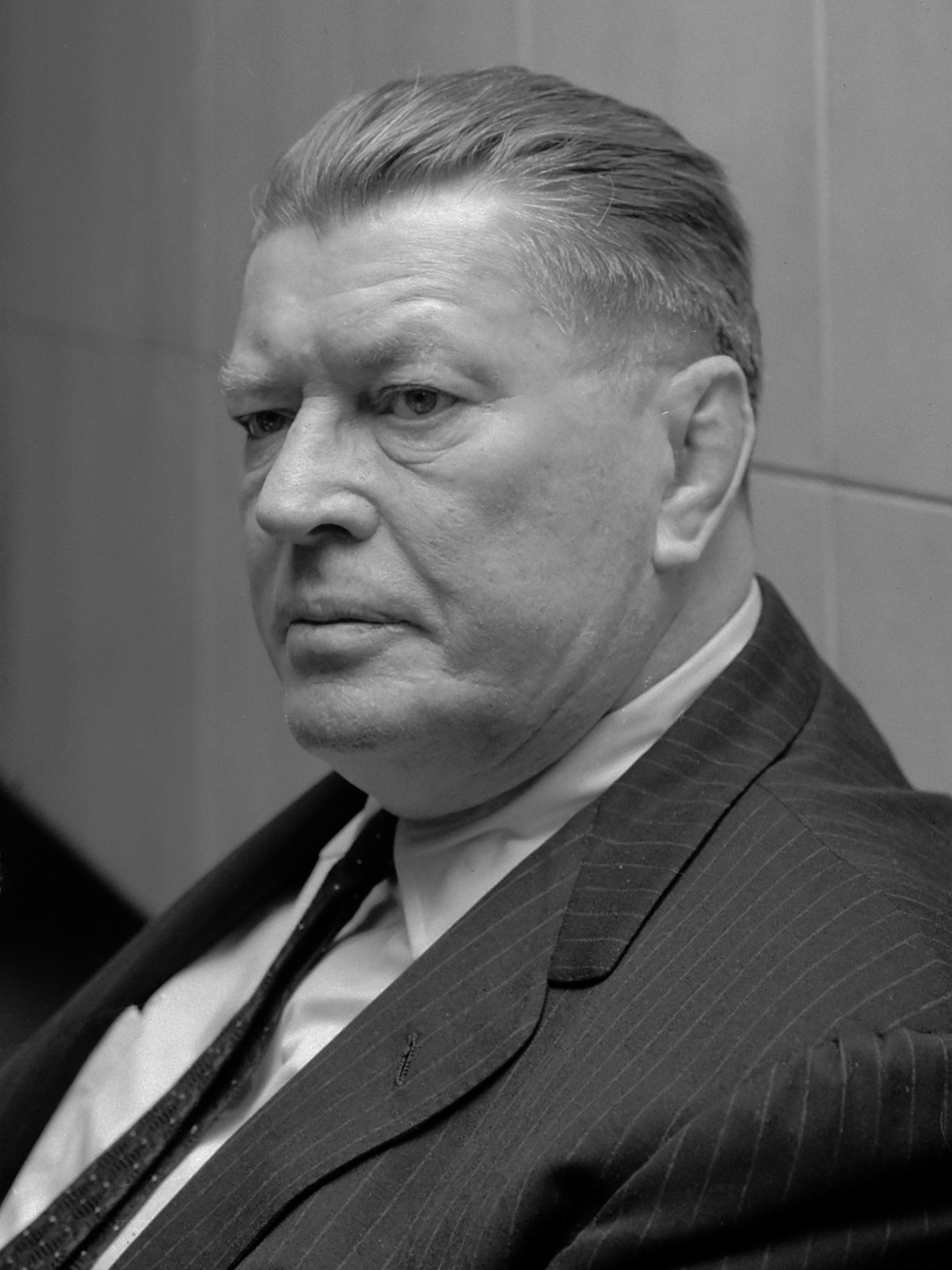
Gene Tunney (1965).

Después de una defensa más exitosa, en 1928 se retira del boxeo, dejando el título vacante. Había disputado un total de 67 combates profesionales, con 65 victorias, 1 derrota y 1 combate nulo.
Hombre serio y cuidadoso, tal y cual lo había sido durante su vida boxística; invirtió sus ganancias en negocios, que llevó exitosamente durante el resto de su vida. Falleció el 7 de noviembre de 1978.
En 1990 fue incluido en el Salón Internacional de la Fama del Boxeo.
| Predecesor: Jack Dempsey | Campeón del mundo de los pesos pesados 1926–1928 | Sucesor: Max Schmeling |

- Datos: Q406742
- Multimedia: Gene Tunney / Q406742